# Sabroskya ogcodoides
Sabroskya ogcodoides är en tvåvingeart som beskrevs av Evert I. Schlinger 1960. Sabroskya ogcodoides ingår i släktet Sabroskya och familjen kulflugor. Inga underarter finns listade i Catalogue of Life.

## Bildgalleri

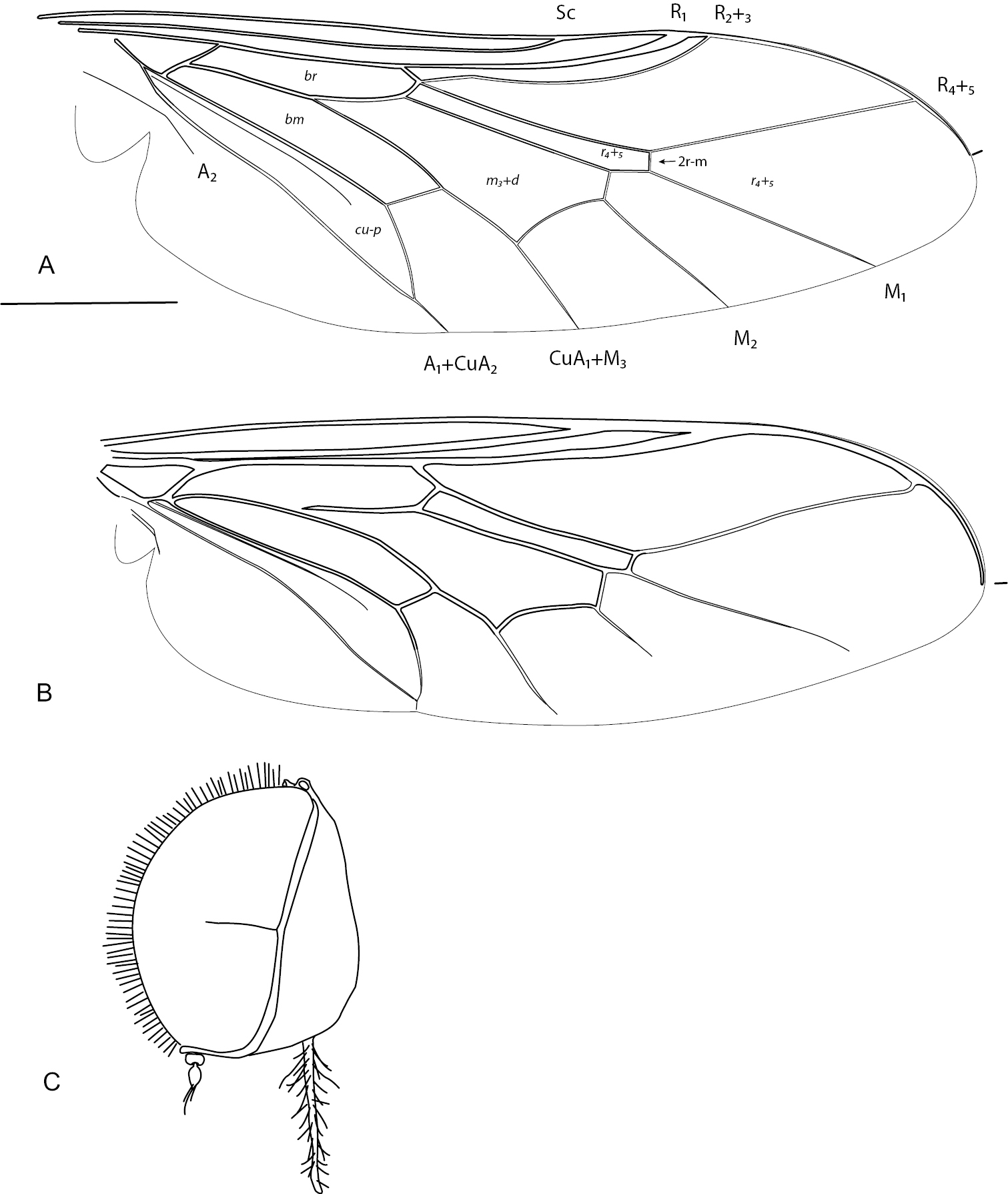
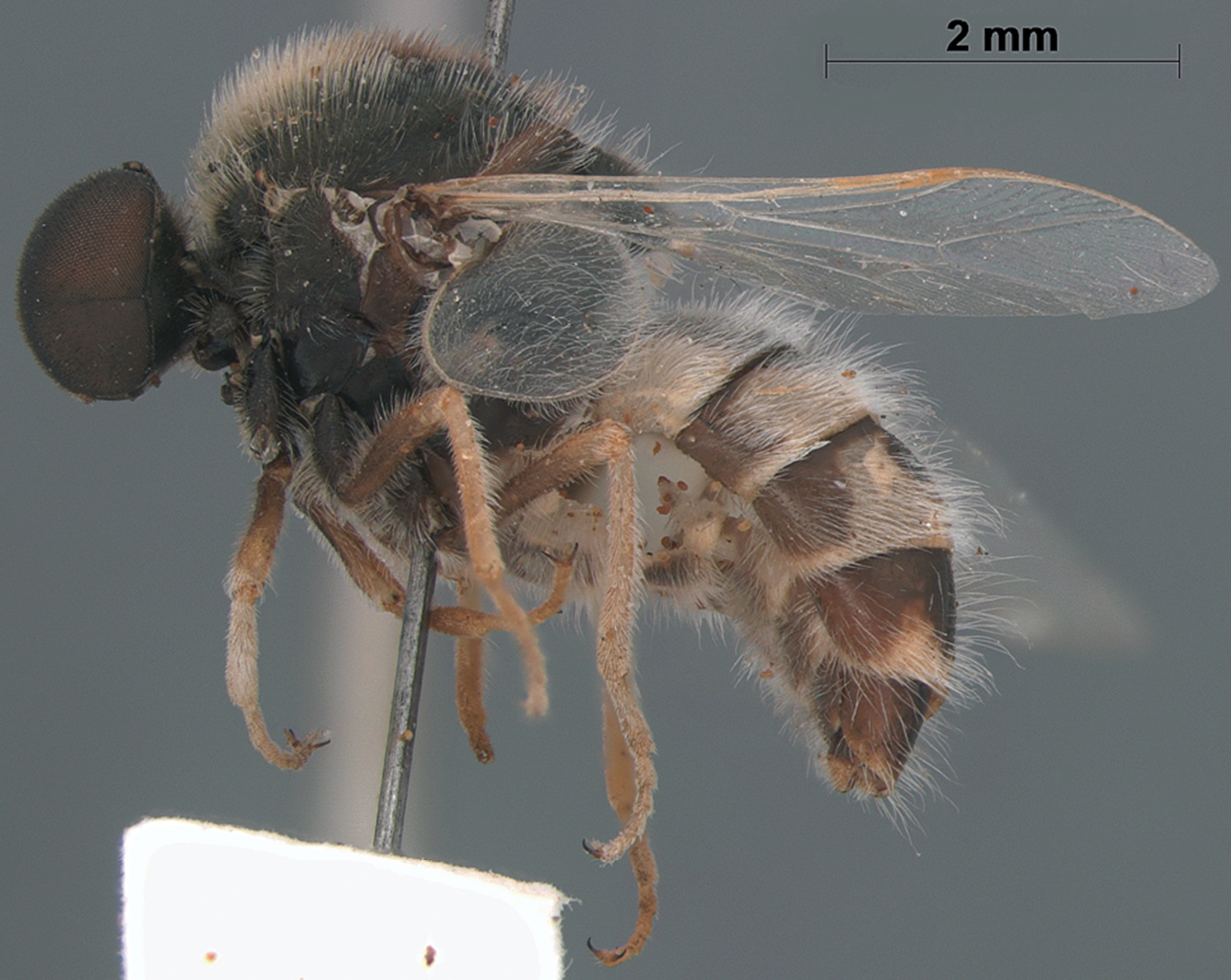
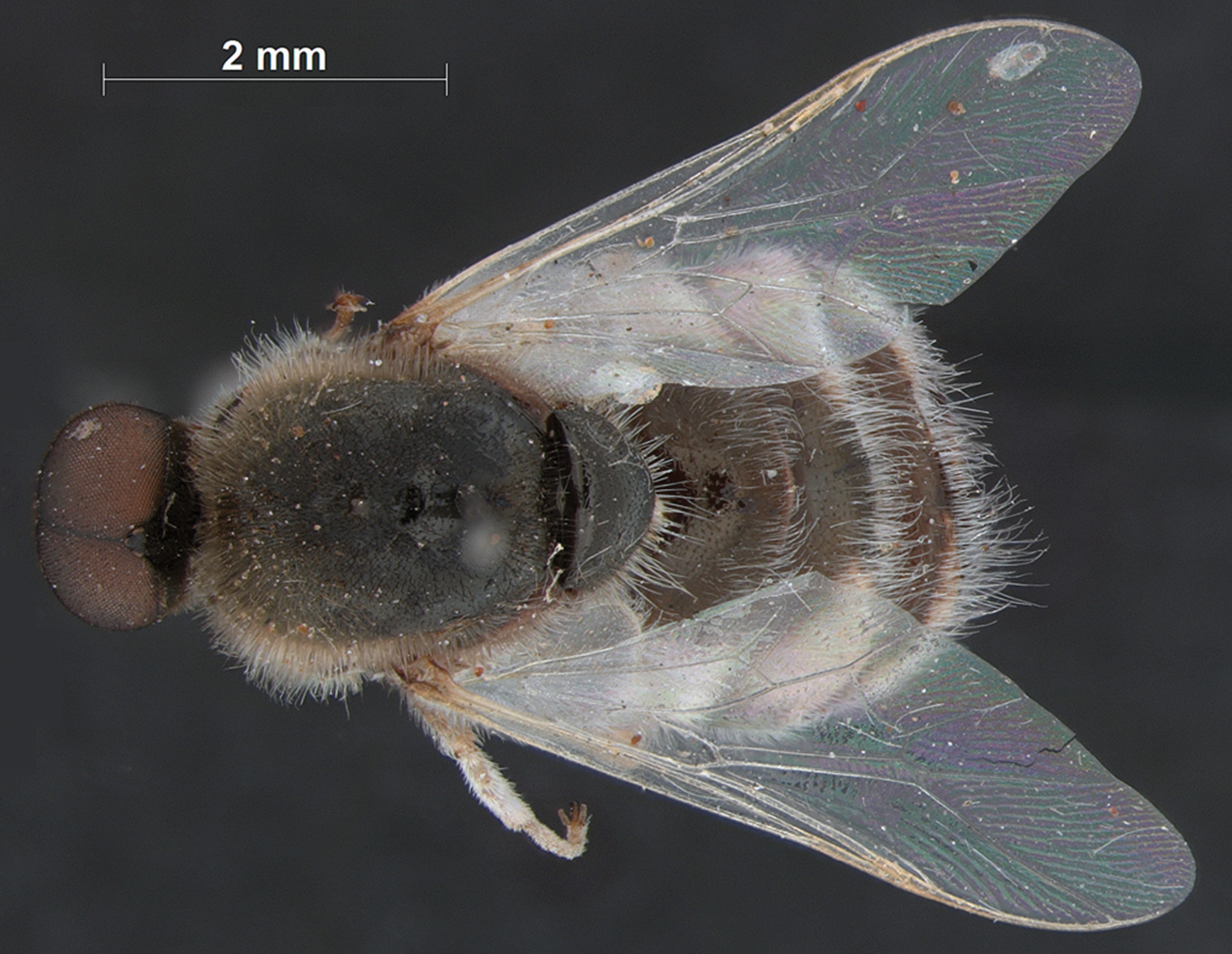
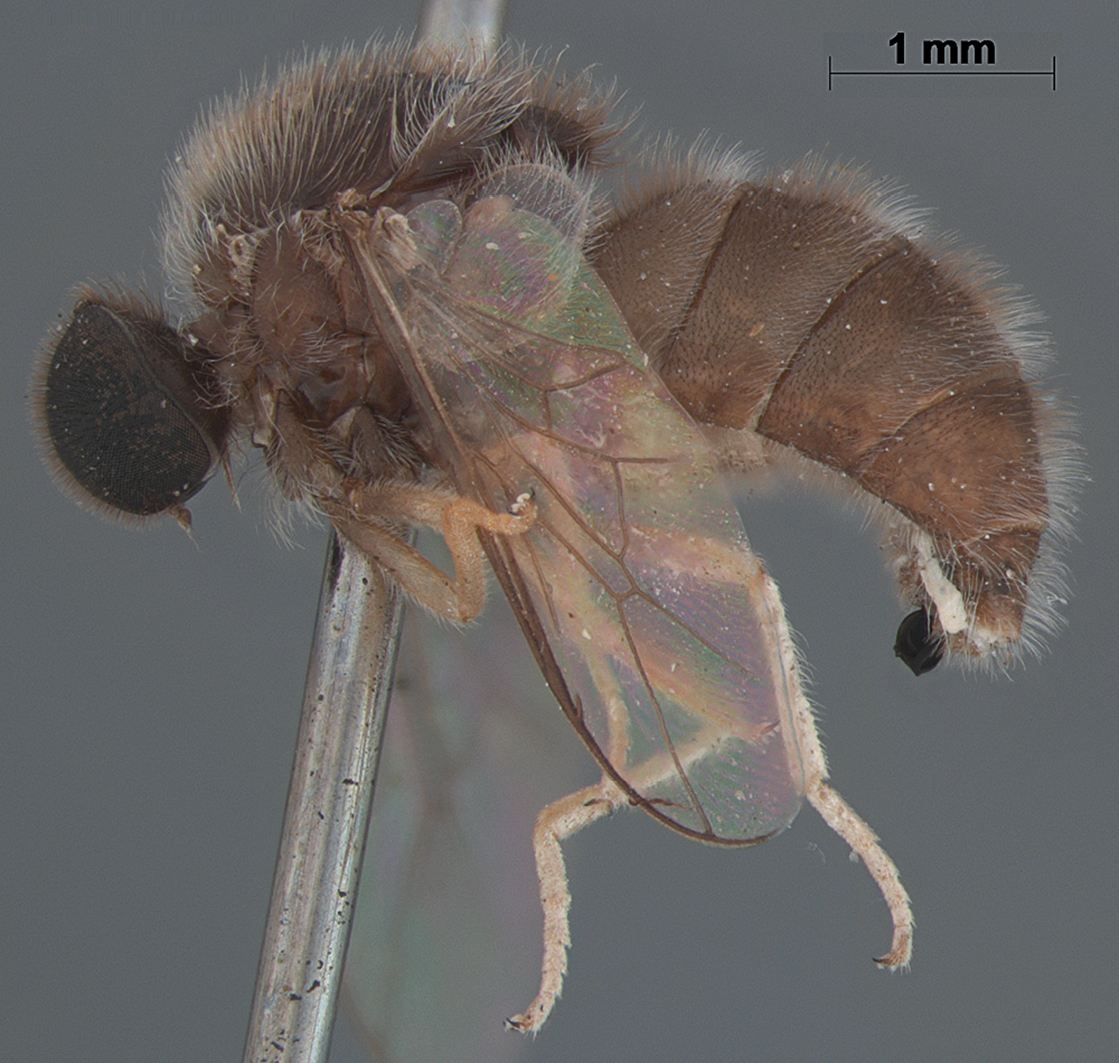
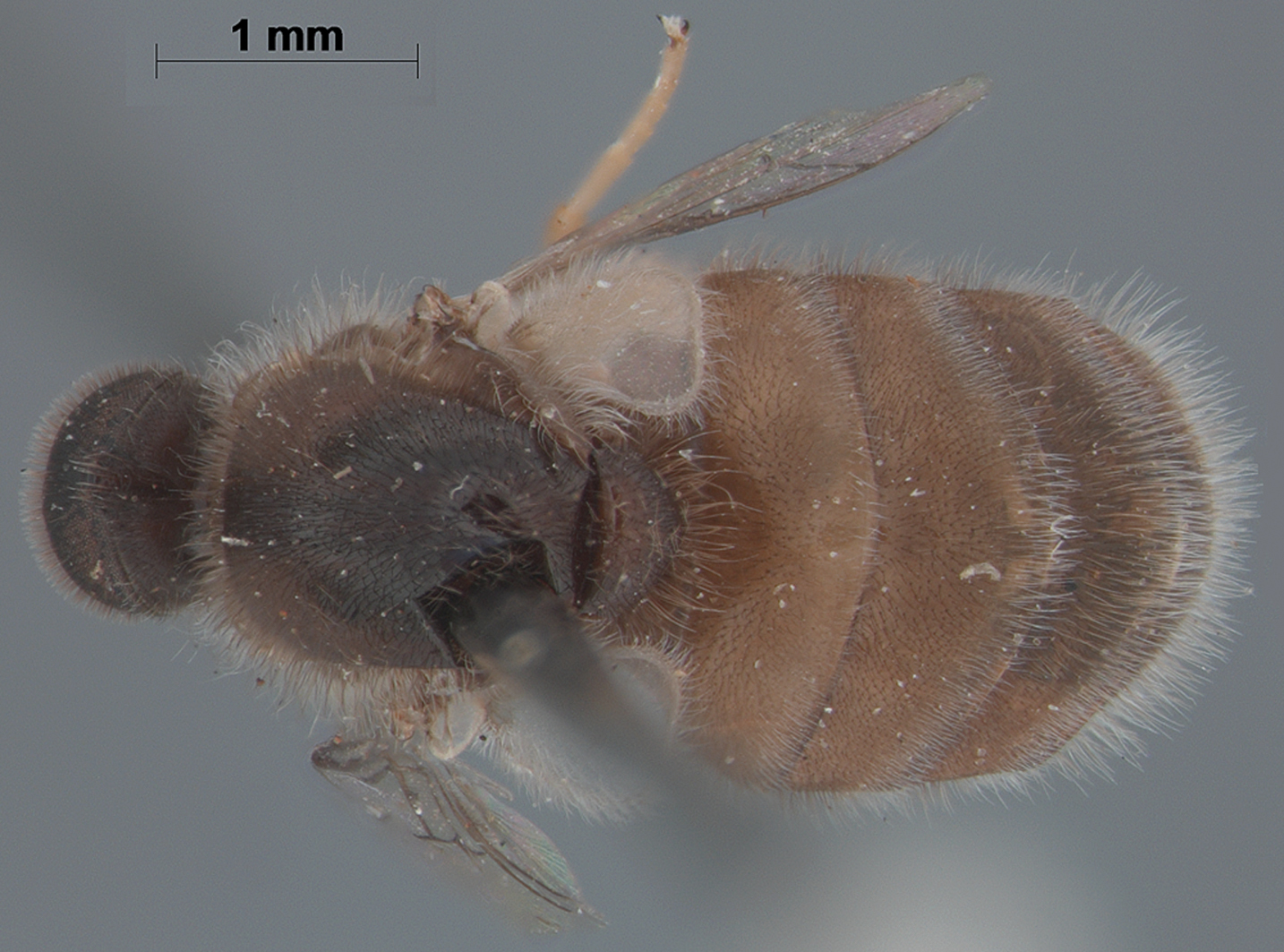